# 500 Miglia di Monza

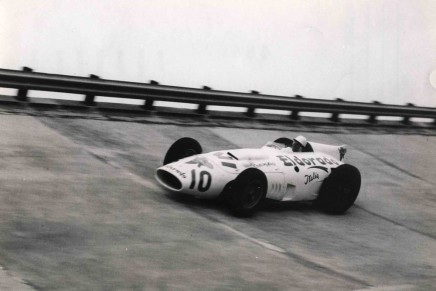
Stirling Moss su Maserati 420 alla 500 Miglia di Monza 1958

La 500 Miglia di Monza conosciuta anche come Race of Two Worlds (Corsa dei Due Mondi), era una competizione automobilistica disputatasi all'Autodromo nazionale di Monza, nel 1957 e nel 1958. 

## Storia
Nelle intenzioni degli organizzatori era un evento dove i team statunitensi, partecipanti allo United States National Championship, potevano competere direttamente contro i team europei di Formula 1. 
L'idea era stata sostenuta anche da Enzo Ferrari per cercare di unificare le due categorie di vetture, ritenendo inutile mantenere nel calendario del Campionato Mondiale la 500 Miglia di Indianapolis, dove partecipavano quasi solo gli statunitensi che non prendevano parte al resto del campionato, anche perché le loro vetture rispondevano a un regolamento tecnico diverso da quello della Formula 1. 
Nella 500 miglia monzese i due tipi di vetture correvano sull'anello ad alta velocità percorrendolo in senso antiorario; questa parte ovale della pista era stata completata nel 1955 ed era stata usata, con il resto del circuito, per il Gran Premio d'Italia 1955 e 1956. Data la somiglianza dell'anello monzese con l'Indianapolis Motor Speedway e avendo, la gara, la stessa percorrenza della prestigiosa 500 Miglia di Indianapolis, l'evento è stato soprannominato Monzanapolis.
Gli statunitensi vinsero entrambe le edizioni: Jimmy Bryan nel 1957 e Jim Rathmann nel 1958, anche se alcuni team di Formula Uno costruirono vetture speciali appositamente per partecipare all'evento. Il successo di pubblico fu crescente, ma le preoccupazioni per le altissime velocità che si raggiungevano e i costi dell'evento finirono per far chiudere questa esperienza dopo la seconda edizione.